# Undekafluorodiantymonian fluoroksenonu
Undekafluorodiantymonian fluoroksenonu, [XeF]+
[Sb
2F
11]−
 – nieorganiczny związek chemiczny ksenonu i antymonu z fluorem.

## Historia
Po przeprowadzeniu kilku udanych syntez odpowiednich heksafluorków z ksenonem i otrzymaniu XePtF
6, XeRhF
6 i XeRuF
6 okazało się, że tą metodą można otrzymać pochodne tylko z nielicznymi metalami – pozostałe albo nie tworzą heksafluorków, albo ich potencjał utleniający jest zbyt niski. W wyniku reakcji tetrafluorku ksenonu z pentafluorkiem antymonu przeprowadzonej w 1963 roku otrzymano produkt reakcji addycji, który nieoczekiwanie miał skład XeF
2·2SbF
5. Reakcja była bardziej szczegółowo badana w 1966 roku, jednak według Bartletta otrzymany addukt nie został prawidłowo scharakteryzowany. W wyniku późniejszych prac ustalono, że powstał on w wyniku zanieczyszczenia stosowanego tetrafluorku ksenonu difluorkiem ksenonu. Obecność XeF
2·2SbF
5 została wykryta także w trakcie badań fazowych układu XeF
2SbF
5 opublikowanych przez rosyjskich badaczy w 1967 roku.

## Otrzymywanie i budowa
XeF
2·2SbF
5 powstaje w wyniku bezpośredniej reakcji w stopie pomiędzy difluorkiem ksenonu z pentafluorkiem antymonu. Kryształy wytrącają się w wyniku powolnego ochładzania stopu.
XeF
2 + 2SbF
5 → XeF
2·2SbF
5
W wyniku badań wykorzystujących dyfrakcję promieni rentgenowskich uzyskano następujące parametry jego sieci krystalicznej: kryształ jednoskośny, a = 8,07, b = 9,55, c = 7,33 Å, β = 105,8°, U = 543 Å³; dc = 3,69 g/cm³ M = 602,8, Z = 2, grupa przestrzenna P21. Na podstawie analizy uzyskanych danych stwierdzono, że XeF
2·2SbF
5 ma budowę soli [XeF]+
[Sb
2F
11]−
 z fluorowym wiązaniem mostkowym pomiędzy atomami antymonu.

## Właściwości
Undekafluorodiantymonian fluoroksenonu tworzy jednoskośne kryształy barwy żółtej o gęstości 3,69 g/cm³. Temperatura topnienia [XeF]+
[Sb
2F
11]−
 wynosi 63 °C.